# Shanghai Masters 2022
Shanghai Masters 2022 var en tennisturnering, som skulle have været spillet udendørs på hardcourt-baner af typen DecoTurf i Qi Zhong Tennis Center i Shanghai, Folkerepublikken Kina i perioden 9. - 16. oktober 2022 som sæsonens ottende og næstsidste turnering på ATP Tour 2022 i kategorien ATP Tour Masters 1000.
Turneringen blev imidlertid aflyst den 21. juli 2022 på grund af COVID-19-restriktionerne i Folkerepublikken Kina.